# Santiago Este
Santiago Este es un corregimiento del distrito de Santiago, en la provincia de Veraguas, República de Panamá. Su creación fue establecida mediante Ley 68 del 30 de octubre de 2017. Sus comunidades son: Cañazas Abajo, Instituto Nacional De Agricultura (I.N.A.), La Huaca. Su cabecera es Cañazas Abajo.